# Mai Yamane
Pour les articles homonymes, voir Yamane.
Mai Yamane (山根 麻以, Yamane Mai) est une chanteuse japonaise. Elle interprète notamment une partie de la bande son de l'anime Cowboy Bebop.
Sa carrière commença au début des années 1980 lors de sa participation à un concours de jeunes chanteurs au Japon, qui fut suivi 6 mois plus tard par la sortie de son premier album.
À noter les albums:
- The Day Before Yesterday (1984)
- Flying Elephants (1985)
- Embassy (1986)
- Woman Tone (1988)
- 1958 (1989)

New Archaic Smile (NAS) est un groupe japonais, où Yamane Mai est chanteuse depuis 1995.
Leur nom vient de leur envie de sourire au monde du XXIe siècle.
Elle a aussi collaboré avec plusieurs artistes tels que Haruo Kubota.
Elle fut présente au Festival Cartoonist de Paris en 2002 ainsi qu'au NGO Global Village durant l'Expo 2005 à Aichi, au Japon.

## Chansons
Cowboy Bebop OST:
- "Want It All Back"
- "Pushing The Sky"
- "Rain" (Demo version)
- "Don't Bother None"
- "See You Space Cowboy"
- "Butterfly"
- "Mushroom Hunting" (Live version)
- "Blue" (Last episode ending song)
- "The Real Folk Blues" (Ending Song)
- "Gotta Knock a Little Harder" (Movie Ending Song)

Black Jack (manga) OST:
- "Invisible Love" (Starting & ending song)

Mirage of Blaze OST:
- "Vision of Flames "
- "Tears of Indigo" (Ending song)
- "Blaze"
- "Pearly Gate"
- "Insanity"
- "Chikai ~ Book of the Days"
- "Lamentation" (feat. Yoko Ueno)

Macross Plus OST:
- "After in the dark "

Tenkuu no Escaflowne OST:
- "If You"

Darker than Black OST :
- "ScatCat"
- "No One's Home"